# Sancton
Sancton is een civil parish in het bestuurlijke gebied East Riding of Yorkshire, in het Engelse graafschap East Riding of Yorkshire met 286 inwoners.

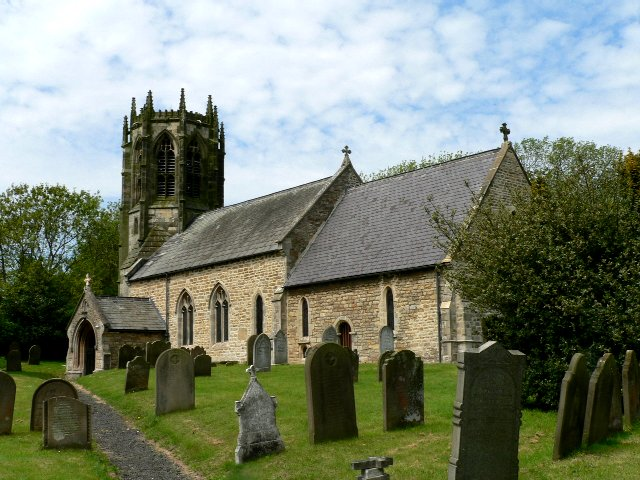
All Saints Church